# Rammenau
Ramenau é um município da Alemanha localizado no distrito de Bautzen, região administrativa de Dresda, estado da Saxônia.
Pertence à associação municipal de Bischofswerda.
A cidade é conhecida por ser a terra natal do filósofo Johann Gottlieb Fichte (1762–1814).

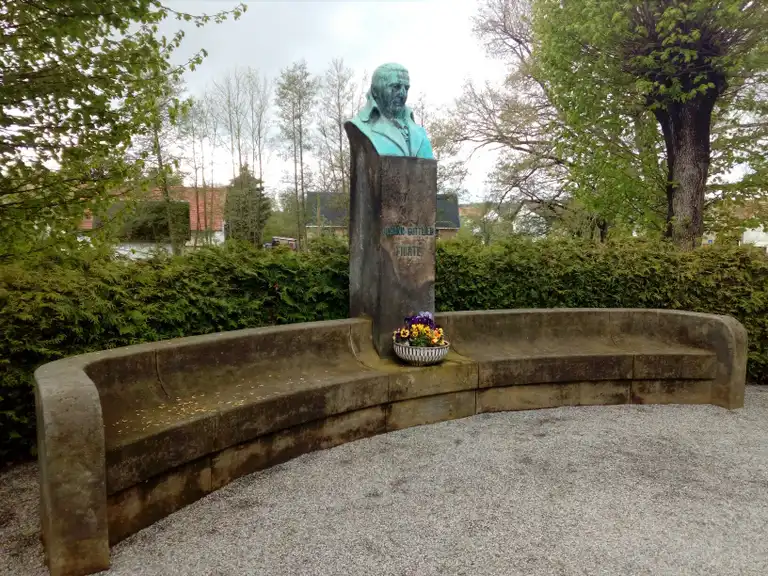
Busto em homenagem a Fichte, em Ramenau.